# 도너번 베일리
도너번 베일리(영어: Donovan Bailey, 1967년 12월 16일~)는 캐나다의 육상 선수로 주 종목은 단거리 달리기이다. 자메이카 맨체스터구에서 태어나 13세 때 캐나다로 이주하여, 온타리오주 오크빌(Oakville)에 정착하였다. 10대 시절에는 농구를 즐겼으며, 후에 육상으로 길을 바꾸었다.

## 선수 경력
1995년 세계 육상 선수권 대회에서 100m와 400m 계주를 우승하여, 선수 경력을 쌓아가기 시작하였다.
1996년 애틀랜타 올림픽에서는 100m에서 9.84초의 신기록을 세워 금메달을 획득하였다. 그리하여, 8년 전 벤 존슨의 약물 복용으로 금메달을 박탈당하던 사건으로부터 캐나다 육상계는 명예를 회복하게 되었다.
또한 400m 계주에서도 캐나다 팀의 최종주자로 뛰면서, 개최국이자 그 종목의 애호국 미국을 따돌리고 또 하나의 금메달을 획득하였다. 같은 해에 "올해의 육상 선수"로 선정되었다.
2000년 시드니 올림픽에도 참가하였지만, 폐렴에 의하여 예선 탈락하고 말았다.

## 은퇴 후
2001년 육상계로부터 은퇴한 그는 오크빌에서 아마추어 육상 선수들을 돕는 DBX 스포츠 회사를 경영하였다.
2004년과 2008년에는 캐나다 스포츠 명예 전당(Canada's Sport Hall of Fame)에 입성되었다.

## 같이 보기
- 남자 100m 달리기 세계 기록 추이